# Coimbras universitet
Universitetet i Coimbra (portugisiska: Universidade de Coimbra; förkortning UC) är ett framstående portugisiskt universitet i Coimbra. Universitetet tillhör  Coimbragruppen.
Det grundades 1290 i Lissabon av kungen Dionysius I av Portugal, och flyttades 1308 till Coimbra. Det är Portugals äldsta universitet och även ett av de äldsta i Europa. Coimbras universitet upptogs år 2013 på Unescos lista över världsarv.
Universitetet är organiserat i åtta fakulteter med totalt 25 772 studenter och 1760 lärare (2022). Universitetet kännetecknas även av ett traditionsrikt studentliv.

## Bilder

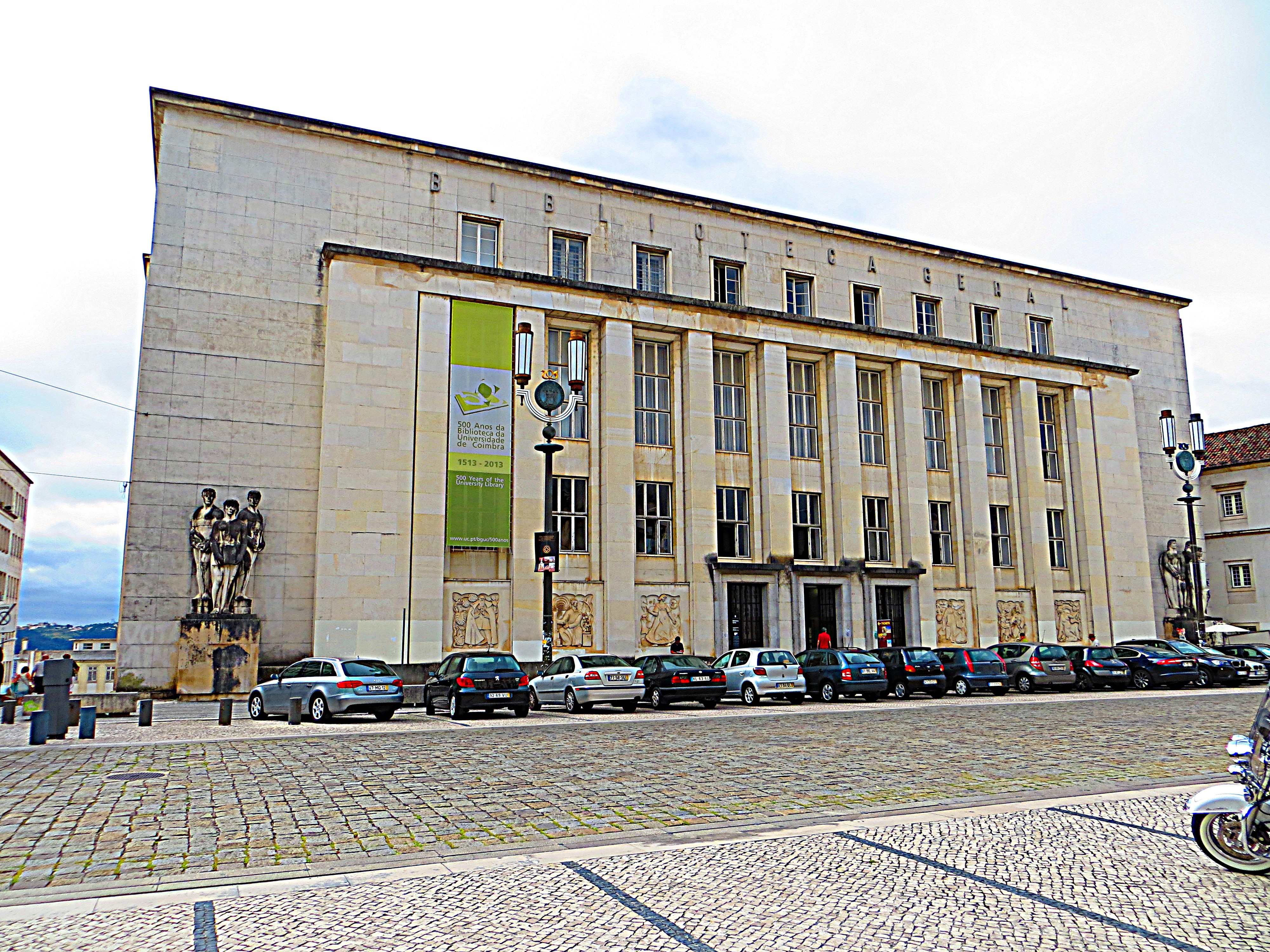
Universitetsbiblioteket
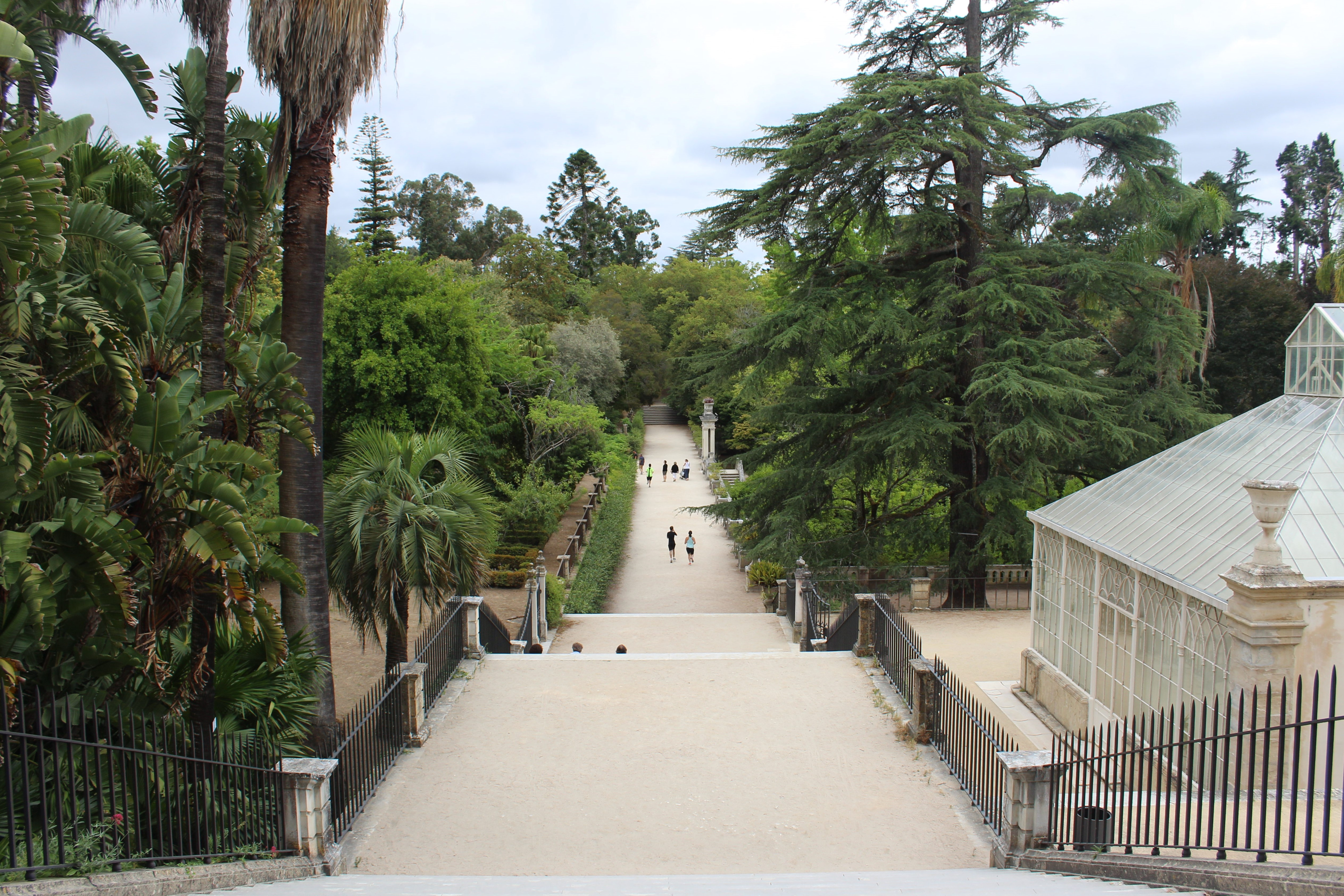
Botaniska trädgården Jardim Botânico
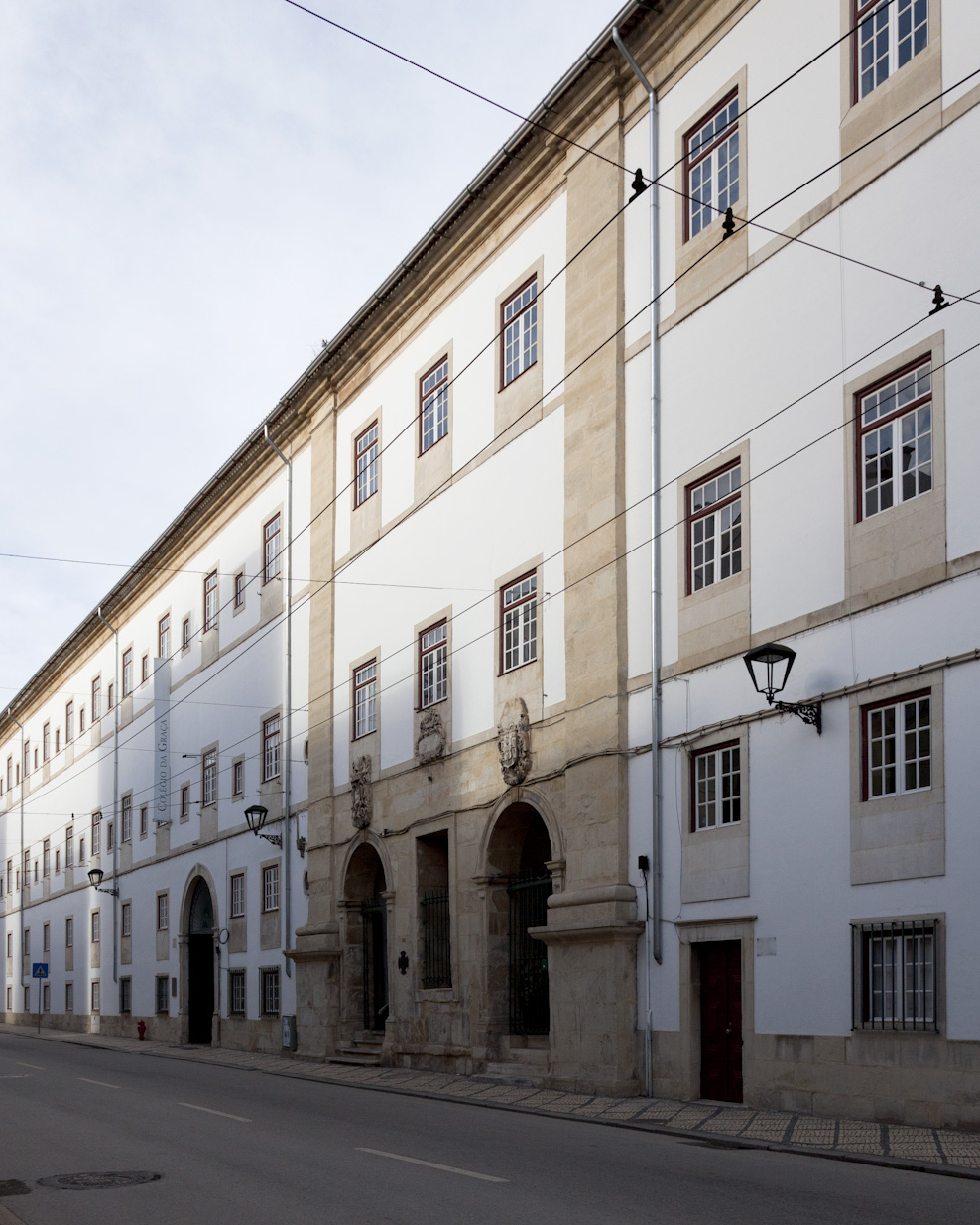
Dokumentationscentrum 25 april Centro de Documentação 25 de Abril
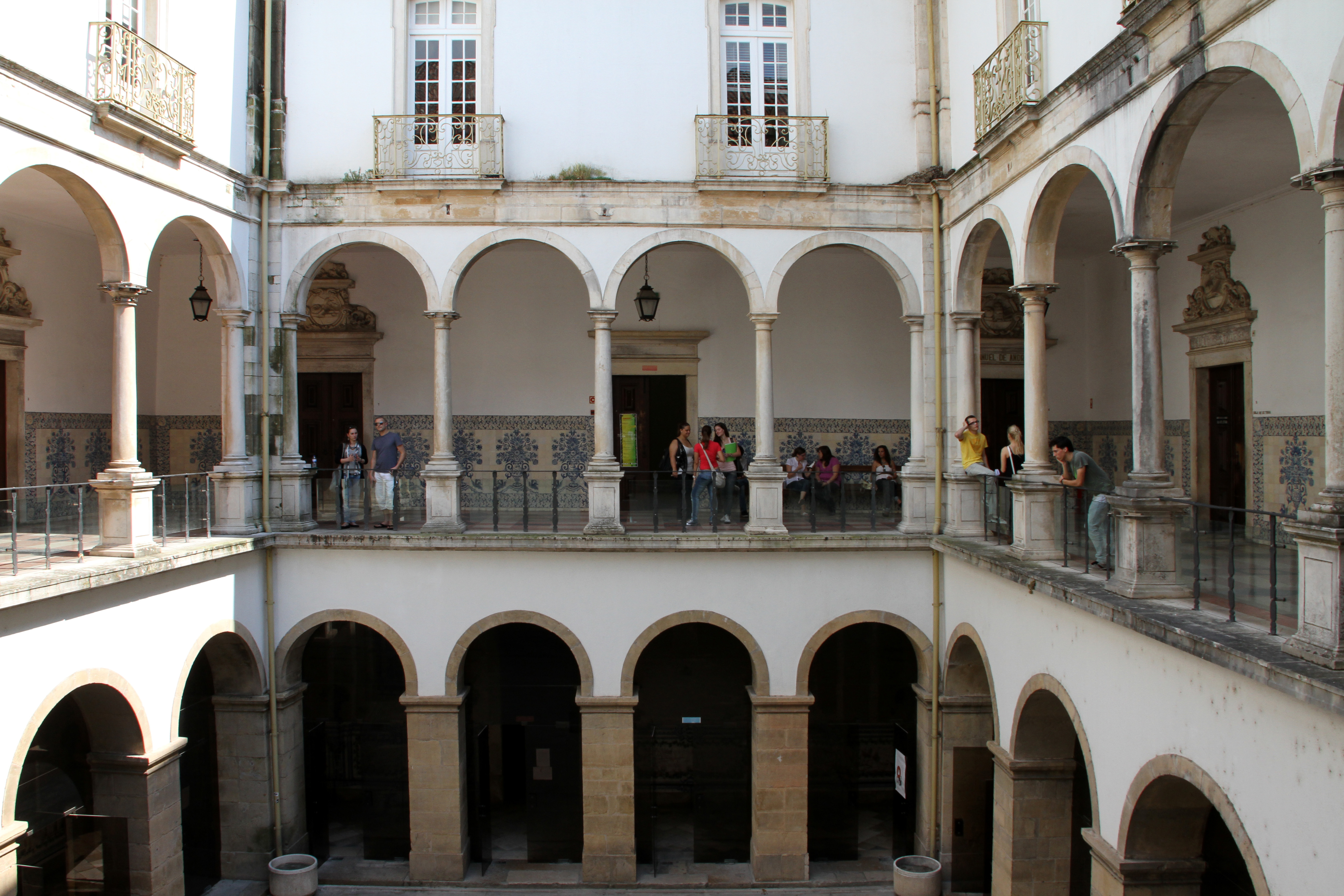
Innergård

## Kända studenter
- Egas Moniz —nobelpris i medicin
- Pedro Nunes
- Xanana Gusmão
- Aristides de Sousa Mendes
- Eça de Queirós
- Luís Vaz de Camões
- Almeida Garrett
- Damião Peres
- José (Zeca) Afonso
- António de Oliveira Salazar
- Manuel Alegre
- Manuel de Arriaga
- Teófilo Braga
- Bernardino Machado
- Sidónio Pais
- António José de Almeida
- Manuel Teixeira Gomes
- Sebastião José de Carvalho e Melo, markisen av Pombal
- Carlos Mota Pinto
- Ernesto Hintze Ribeiro